# Adonis hybrida
Adonis hybrida là một loài thực vật có hoa trong họ Mao lương. Loài này được C.F.Wolff ex Nyman mô tả khoa học đầu tiên năm 1878.